# Universal Studios
Els Universal Studios són una companyia dedicada a la producció i la distribució de pel·lícules de cinema, controlada per General Electric. Els estudis i les oficines corporatives estan al número 100 del carrer Universal City Plaza Drive al districte de Universal City, a Los Angeles als Estats Units. És propietat de Comcast Corporation a través de la seva pròpia dependència NBCUniversal,
La companyia té tres parcs temàtics del mateix nom: Universal Studios Hollywood, Universal Orlando Resort i Universal Studios Japó.

## Història

### Els Inicis
La precursora de la Universal va ser la Yankee Film Company creada el 1909. El fundador, Carl Laemmle, era un immigrant procedent d'Alsàcia que havia dirigit una botiga de roba a Wisconsin. Laemmle es va començar a interessar-se pel negoci del cinema quan, en un viatge el 1905 a Chicago, va descobrir les sales de cinema anomenades «nickelodeon».
Encara que li va costar el seu temps, Laemmle va convèncer els germans Abe i Julius Stern per a associar-se amb ell i crear la productora. El principal problema era que Thomas Edison, que havia fundat el 1908 la companyia Motion Picture Trust, controlava pràcticament totes les patents de la indústria: en particular, la patent del motor elèctric de les càmeres i projectors i, a més, monopolitzava el mercat de projecció i distribució dels films que es projectaven als niquelodeons.

### Creació d'una xarxa d'empreses
Laemmle i els seus socis, els Stern, van trobar la manera de salvar aquest escull. La Yankee Film Company es va associar amb altres petites empreses independents per a encarar el gegant i, així, es va crear el 1911 la Independent Moving Picture Company, el principal objectiu de la qual era l'intercanvi universal de pel·lícules. El nombre de socis de l'associació va augmentar amb diverses companyies com ara Mark Dintinfass, Charles Baumann, Adam Kessel i Pat Powers, entre d'altres.

### El naixement de les estrelles de Hollywood
Amb el temps, a poc a poc, Laemmle va comprar llurs parts i augmentar el control de la companyia. Va emprar dues armes per a imposar la seva signatura i plantar cara a Edison: permetia als agents comprar a crèdit (Edison, no) i va crear el que avui coneixem com l'star system que encara vigeix. Es va adonar que si en les seves pel·lícules participen grans estrelles amb ganxo, atreia més espectadors.
No obstant això, en aquella època l'star system era més feroç. Les estrelles signaven contractes d'exclusivitat amb els estudis, el que significava que només podien treballar per a un altre estudi si la companyia a la qual pertanyien els cedia o si l'altra acceptava pagar els costos elevats de trencar el contracte.

### Establiment de la indústria del cinema a Los Angeles
Laemmle va començar a atreure productors de l'Est que fugien de la pressió d'Edison i buscaven facilitats com ara terrenys a bon preu, etc.. Va ser un dels pioners que es va llançar a l'aventura i va fundar la Universal City, una ciutat pròpiament dita amb el seu propi alcalde, policia… destinada a albergar el personal de la producció de films: actors, attrezzo, electricistes, decoradors, maquilladors, músics, guionistes…. Per a això, Laemmle va adquirir un terreny de 430 km² de tarongers i pastures enmig del no res. Estava proper a la, en aquells dies, petita ciutat de Los Angeles.
Laemmle era, sense saber-lo, un dels arquitectes de la futura Hollywood. Aviat, van arribar altres pioners, disposats a aprofitar tots els avantatges (climàtics i econòmics) que Califòrnia els oferia. Van construir els seus estudis en veïnatge amb el de Laemmle:
- Els quatre germans Warner (Albert, Harold, Jack i Sam), fundadors del Warner Brothers Studios, també coneguda com a Warner Bros el 1923
- Els germans Cohn (Harry i Jack - fundadors de la companyia precursora de Columbia Pictures.
- Adolph Zukor - fundador de Paramount Pictures.
- Samuel Goldwyn i els germans Selwyn (Edgar i Archibald - van fundar el 1916 la companyia precursora del que avui és la Metro-Goldwyn-Mayer.
- William Fox - fundador de la companyia precursora de la 20th Century Fox.

Laemmle no volia endeutar-se i només produïa films per als quals tenia els mitjans. Es va doncs especialitzar en westerns, serials i melodrames de baix pressupost. A això cal sumar el fet que Laemmle, a diferència dels competidors: Adolph Zukor, William Fox i Marcus Loew, no tenia una cadena de sales de projecció pròpies, per la qual cosa només podia projectar les seves pel·lícules a petites ciutats. Totes aquestes qüestions van fer que la Universal passés a ser un estudi de segona.

### Direcció de Laemmle Jr
El 1928 va cedir l'estudi al seu fill Carl Laemmle Jr., com regal de natalici. Carl Junior, amb l'intrepidesa de la joventut, va replantejar la política conservadora del seu pare i va concloure que era hora de fer canvis. Va modernitzar l'estudi en tot allò que el seu pare havia deixat passar: va crear la seva pròpia xarxa de distribució i va finançar pel·lícules de qualitat amb millors pressupostos.
Els esforços de Laemmle van fructificar molt aviat i, malgrat la seva joventut, ningú va poder qüestionar-lo. Nombrosos èxits de taquilla i, algunes pel·lícules premiades l'avalaven. Paral·lelament, durant aquest període, també va apostar per les pel·lícules de terror les anomenades Universal Horror, que li van reportar bons ingressos de taquilla. En aquest moment, la Universal Studios va rodar el que avui són ja clàssics del gènere, com ara Frankenstein o Dràcula.
No obstant això, realment, les accions de Carl Jr. van ser molt arriscades i quan va realitzar una nova versió de Show boat (1935) es va endeutar tant que quan no va poder tornar els diners, el banc li va embargar l'estudi, deixant els Laemmle fora del negoci.

### Segona Guerra Mundial
Sense Carl Jr., l'estudi va tornar a un període gris. Va tornar als westerns i melodrames de segona fila i només les pel·lícules d'una cantant adolescent Deanna Durbin, reportaven uns ingressos. Les pel·lícules de baix pressupost van continuar durant l'època de la Segona Guerra Mundial, però l'estudi es mantenia fora de perill gràcies a les pel·lícules d'Abbott i Costello. La Universal que intentava ressorgir es va associar amb Walter Wanger i va coproduir diversos films de Fritz Lang, però amb una participació molt petita. El 1945, el productor britànic J. Arthur Rank va comprar la quarta part de les accions de l'empresa, per poder penetrar el mercat nord-americà. Un any després, 1946, Rank va concloure un acord amb William Goetz, el fundador d'International Pictures i ambdues companyies es van fusionar, sorgint la Universal-International Pictures. Al principi, aquest nou impuls va donar resultat i es van produir grans títols.

### Liberarització dels actors
Quan els actors, finalment, per llei, van poder controlar la seva destinació, Universal va signar un acord amb l'agent Lew Wasserman de la Music Corporation of America (MCA) i va contractar James Stewart. En el contracte es fixa que l'actor cobrarà en concepte de retribució per beneficis una quarta part del benefici net l'estudi amb les seves pel·lícules. Per la reeixida de Winchester 73 Stewart es va fer un home ric. A més, l'exquisit tracte que la Universal va dispensar a l'actor va ser una campanya publicitària impagable.
Va cridar l'atenció de les estrelles, que, d'aleshores ençà, van veure aquell estudi com empleador. La MCA hi va col·locar molts dels actors que representava, entre ells: Doris Day, Lana Turner o Cary Grant. Encara que s'esperava que la companyia intentés prendre el control real de la productora, això només va arribar prou temps després.

### L'arribada de la Televisió
El 1952, Goetz va perdre la seva paciència i l'interès per mantenir l'associació amb Universal, perquè aquesta continuava amb la seva conducta pressupostària cautelosa. Goetz va vendre la seva part a Milton Rackmil, amb el qual Decca Records pren el control de l'empresa, i així la MCA va perdre l'oportunitat. A final dels anys 50, l'empresa va entrar en crisi.
La desaparició de la cadena de sales d'exhibició, que es va veure obligada a tancar, unida a la pressió de la televisió, l'havien ferit greument. No obstant això, gràcies a la intervenció de la MCA, va ser la mateixa televisió la que revifar la Universal, quan una cadena va llogar unes 145 hectàrees pertanyents a l'estudi per onze milions de dòlars.
A poc a poc, la televisió va llogar més terreny i modernitzar els estudis. Finalment, el 1962, la MCA en tenia el control total. Des d'aleshores, la Universal viuria, un període d'esplendor mai abans viscut. La MCA va pressionar els seus representats perquè signessin amb la Universal i l'estudi va comptar amb un elenc d'actors, directors i professionals de tota mena de primer ordre. Va entrar així en la primera divisió del negoci del cinema. Universal viu un període d'esplendor i produeix gairebé un film a la setmana. La majoria d'aquestes pel·lícules tenen una durada que ronda els 90 minuts, per a facilitar la programació televisiva. Encara que, paral·lelament, segueix amb produccions per a la pantalla gran. A l'inici de la dècada dels anys 70, la Universal ateny triomfs comercials amb títols com ara American Graffiti.
Als anys 80, l'empresa centra els seus esforços en la producció de sèries de televisió, el que no impedeix que continuï amb produccions per a la pantalla gran, amb successos com ara ET, l'extraterrestre de Steven Spielberg.

### Canvis i NBC Universal
Impacient per ampliar la presència en la televisió per cable, Lew Wasserman, cap de MCA, va cercar un soci ric. El 1990, Wasserman va vendre la MCA/Universal a l'empresa japonesa del sector de l'electrònica Matsushita Electric. Matsushita hi va injectar molts de diners frescs, però cinc anys després, al no adaptar-se al mercat americà, Matsushita Electric la va vendre al seu torn a la distribuïdora de licors canadenca Seagram, que la va rebatejar com Universal Studios. Esperant construir un imperi mediàtic al voltant de la Universal, Seagram també va comprar Polygram i altres empreses.
No obstant això, no va trigar a adonar-se que el negoci del cinema no era tan fiable com el del whisky, i el 2000 va vendre el grup conglomerat mediàtic a la companyia francesa Vivendi, que va canviar el nom en Vivendi Universal. Vivendi, atabalada pels deutes, va haver de vendre part de la Universal a la companyia General Electric, grup de la qual forma part la cadena de televisió NBC. La nova companyia va ser rebatejada com NBC Universal i des de 2011 va reeoxor combinar la rendibilitat econòmica i artística. El 2005, la General Electric posseïa el 80% de NBC Universal, el 20% restants van quedar en mans de Vivendi.

## Actors destacats
- Acquanetta.